# Vis a vis: El Oasis
Vis a vis: El Oasis (también conocida únicamente como El Oasis) es una serie de televisión española de género dramático producida por Globomedia y Fox Networks Group España. Esta es una serie derivada de Vis a vis, protagonizada por Maggie Civantos y Najwa Nimri, que se estrenó en la cadena Fox España el 20 de abril de 2020.

## Argumento
ZULEMA y MACA se cortan la coleta. Llevan años dando palos en joyerías, bancos y casinos, pero ha llegado el momento de separarse antes de, como dice Zulema, “que se maten a tiros”. Han organizado su último atraco. Una despedida por todo lo alto: “El último brindis”. Se trata de una tiara de diamantes que robarán a lo largo de una boda de altísimo postín, conocida como “Las seis lágrimas de Veracruz” por los seis inmensos diamantes que la componen. Para organizar el atraco, reúnen a otras 4 ladronas (entre ellas Goya). Cuatro socias para Zulema son multitud. Le gusta trabajar sola o en pareja, pero necesitan un grupo para llevar a cabo el atraco. El robo, que se producirá durante el banquete de la boda, debe ser rápido, sin víctimas y sin complicaciones. Unas horas después se reunirán para repartir el botín en el Hotel Oasis, en el desierto de Almería, y si te he visto no me acuerdo. El plan no resultará tan perfecto como tenían previsto y la situación se irá complicando a cada momento.

## Elenco y personajes

### Principal
- Maggie Civantos como Macarena «Maca» Ferreiro - Ya queda muy poco o nada de aquella mujer inocente que entró en la cárcel porque fue engañada por su amante. Después dos años pasados con Zulema ahora quiere  dejar su vida de criminal.
- Najwa Nimri como Zulema Zahir - Después dos años pasados con Macarena le ofrece un último gran golpe para separarse definitivamente.
- Itziar Castro como Goya Fernandez - Es un miembro de la pandilla y novia de Triana.
- David Ostrosky como Víctor Ramala - El padre narcotraficante de Katy.
- Lucas Ferraro como Cepo Sandoval Castro - Es el joven hijo autista de Ama.
- Claudia Riera como Triana Azcoitia - Ella es la novia de Goya y es mucho más joven que los demás miembros de la pandilla.
- Ana María Picchio como Ama Castro-(episodios 1-2-3-4- 5).
- Ramiro Blas como Carlos Sandoval Castro (episodios 4-5-7).
- Alba Flores como Saray Vargas de Jesús (episodio 8).

### Secundario
- Isabel Naveira como Laura Ros «La Flaca»-es un miembro de la pandilla y amiga de Macarena.(episodios 1-6).
- Lisi Linder como Mónica Ramala-es un miembro de la pandilla en los episodios 1-2-3-4-5-6).
- Alma Itzel como Kati Ramala
- Fernando Sansegundo como el agente Matías «Mati» Maneses (episodios 1-2-3).
- Iván Morales como el agente Javier Colsa (episodios 1-2-3-4).
- José de la Torre como el agente Pérez (episodios 1-2-3-4).
- Almagro San Miguel como Diego «Dieguito» Ramala (episodios 1-4-6-7).
- Lolo Diego como Apolo (episodios 1-2-3-4-5-6).
- Pablo Vázquez como Julián Quintanilla.
- Natalia Hernández como Elena.
- Paula Gallego como Virginia «Vivi» Quintanilla.
- Ismael Palacios como Lucas (episodios 5-6-7).

### Invitado
- Lou Cosette como chica acosada (episodio 1)
- Alejandro Pau como Carlos (episodio 1)
- Mat Cruz como David (episodio 1)
- Asier Iturriaga como Gabriel, novio de Kati (episodios 1-4)
- Quique Medina como hombre de la discoteca (episodio 1)
- Carlos Bayona como Hugo, hijo de «La Flaca» (episodios 1-6)
- Lidia Pérez como camarera (episodio 1)
- Jaime Riba como amigo de Carlos (por teléfono) (episodio 1)
- Verónica Ronda como psicóloga (episodios 2-3; 6)
- Rosa Álvarez como señora Mendoza (episodios 2; 4)
- Daniel Chamorro como funcionario de Cruz del Norte (episodio 2)
- Manuel Gancedo como Paco (episodio 3)
- Lluís Altés como policía (episodios 3-4)
- Rubén Martínez como conductor (episodio 3)
- Laura Artolachipi como trabajadora del casino (episodio 4)
- Daniel Ortiz como Román Ferreiro Molina (episodio 5)
- Federico Pérez Rey como doctor (episodio 5)
- Martina Pérez como Martina (episodios 5-7)
- Ignacio Hidalgo como Thiago (episodios 5-7)
- Guillermo Bedward como Eric (episodios 5-7)
- Jorge Roldán como violador (episodio 7)
- Jesús Castejón como Damián Castillo (episodio 8)
- Carmen Aceituno como policía (episodio 8)
- Teresa Arbolí como policía (episodio 8)
- David Pavón como trabajador del cementerio (episodio 8)
- José Luis Gallego Belaunde (episodio 8)

## Episodios
| N.º | Título                                                        | Dirigido por       | Escrito por                                       | Fecha de emisión original | Audiencia (millones) |
| --- | ------------------------------------------------------------- | ------------------ | ------------------------------------------------- | ------------------------- | -------------------- |
| 1   | «Como esos matrimonios que antes de separarse tienen un hijo» | Miguel Ángel Vivas | Lucía Carballal, J.M. Ruiz Córdoba e Iván Escobar | 20 de abril de 2020       | 169 000 (0,9%)       |
| 2   | «La boda»                                                     | Miguel Ángel Vivas | Lucía Carballal, J.M. Ruiz Córdoba e Iván Escobar | 27 de abril de 2020       | 86 000 (0,4%)        |
| 3   | «Como te quiere una madre»                                    | Sandra Gallego     | Lucía Carballal, J.M. Ruiz Córdoba e Iván Escobar | 4 de mayo de 2020         | 88 000 (0,5%)        |
| 4   | «Iguales o nada»                                              | Sandra Gallego     | Lucía Carballal, J.M. Ruiz Córdoba e Iván Escobar | 11 de mayo de 2020        | 68 000 (0,4%)        |
| 5   | «La vida de los mosquitos»                                    | Miguel Ángel Vivas | Lucía Carballal, J.M. Ruiz Córdoba e Iván Escobar | 18 de mayo de 2020        | 49 000 (0,3%)        |
| 6   | «Odio el sentimentalismo»                                     | Miguel Ángel Vivas | Lucía Carballal, J.M. Ruiz Córdoba e Iván Escobar | 25 de mayo de 2020        | 42 000 (0,3%)        |
| 7   | «La línea roja»                                               | Sandra Gallego     | Lucía Carballal, J.M. Ruiz Córdoba e Iván Escobar | 1 de junio de 2020        | 52 000 (0,3%)        |
| 8   | «¿Quién era Zulema Zahir?»                                    | Sandra Gallego     | Lucía Carballal, J.M. Ruiz Córdoba e Iván Escobar | 8 de junio de 2020        | 29 000 (0,2%)        |

## Producción

### Desarrollo
El día 23 de enero de 2019 la cadena FOX España dijo que Vis a vis acabaría definitivamente en su cuarta temporada, cerrando todas las tramas de la serie. Tras la emisión del último episodio de la serie el 4 de febrero del mismo año, en el cual los personajes Macarena y Zulema acabaron fuera de prisión atracando una joyería de lujo, los seguidores de la serie empezaron a pedir una serie derivada que continuase contando las aventuras de las protagonistas. Así, hicieron trending topic numerosas veces su petición a través de la red social Twitter y organizaron diversos eventos y recogidas de firmas.
La cadena FOX España y las productoras Globomedia y FOX Networks Group España empezaron a mantener varias reuniones para plantear la posibilidad de desarrollar la serie derivada. Al acordar que por su parte había disposición de desarrollarla, preguntaron a Maggie Civantos y Najwa Nimri si estaban dispuestas a participar en el proyecto interpretando a sus respectivos personajes. En una entrevista concedida a un portal de Internet, el creador y guionista Iván Escobar declaró que la serie dependía de lo que decidiesen las actrices. 

«El spin-off de 'Vis a vis' depende siempre de Maggie Civantos y Najwa Nimri. Egoístamente siempre me ha llamado la atención ver qué sería de sus personajes fuera de la cárcel».
Iván Escobar en Fórmula TV.

Unos meses después, concretamente el 23 de mayo de 2019, FOX España y Globomedia confirmaron oficialmente la producción de la serie derivada, que tendría como título El Oasis. Asimismo se dio a conocer la presencia en la serie de las actrices Maggie Civantos y Najwa Nimri y se adelantó que varios rostros de la serie original también se dejarían ver a lo largo de los ocho capítulos que compondrían la única temporada.

### Guion
Los encargados de escribir los guiones de los ocho episodios fueron Iván Escobar (uno de los creadores de Vis a vis), J. M. Ruiz Córdoba (guionista de la tercera y cuarta temporada) y Lucía Carballal (guionista de la cuarta temporada). Tras estar trabajando sobre la trama y los guiones de la serie durante aproximadamente un año, a mediados de agosto enviaron a los actores los guiones de los episodios, aunque las versiones definitivas de los mismos se entregaron en septiembre. A diferencia de las anteriores temporadas, esta vez se habían escrito los guiones de todos los episodios antes de empezar el rodaje.
La trama principal de la serie se desveló en la nota de prensa publicada el 21 de octubre. El 30 de octubre, en la presentación del rodaje ante los medios de comunicación, Iván Escobar adelantó más detalles sobre la serie, afirmando, entre otras cosas, que los espectadores verían en los capítulos cómo fue el reencuentro entre Macarena y Zulema tras salir de la cárcel, así como su primer atraco.

### Casting
A finales de julio de 2019 los medios de comunicación adelantaron el fichaje de los actores argentinos Ana María Picchio y Lucas Ferraro para la serie. La noticia fue oficializada por FOX España el 21 de octubre, mediante la nota de prensa en la que se anunciaba el comienzo del rodaje. Además, en este comunicado se confirmaron los nombres de los actores que completaban el reparto, entre los que se encontraban Itziar Castro, Lisi Linder, Claudia Riera e Isabel Naveira, entre otros. De la misma manera, se anunció que Ramiro Blas y Daniel Ortiz, que ya participaron en anteriores temporadas de Vis a vis, también colaborarían en la producción. El 28 de enero de 2020, en la última semana de rodaje, se confirmó la colaboración especial de Alba Flores en la serie, interpretando a su personaje de Vis a vis Saray Vargas para despedir definitivamente la franquicia.

### Filmación
La filmación de la serie comenzó oficialmente el 21 de octubre de 2019 en Madrid, aunque la semana anterior, concretamente el 17 de octubre, ya se grabaron los primeros planos. Después de rodar durante un mes escenas exteriores como la del gran atraco, en noviembre el rodaje se trasladó a Almería. De esta forma, la grabación de los exteriores del Hotel Oasis se produjo en Agua Amarga, y también se rodó en el Desierto de Tabernas. Tras estar tres semanas en Almería, en diciembre volvieron a Madrid para seguir rodando escenas de plató en los estudios de Adisar Media así como otros exteriores. Finalmente, el rodaje de la serie concluyó la noche del 31 de enero de 2020.

## Recepción

### Reconocimientos
| Año  | Premiación   | Categoría    | Nominado(s) | Resultado | Ref.   |
| ---- | ------------ | ------------ | ----------- | --------- | ------ |
| 2020 | Premios Iris | Mejor actriz | Najwa Nimri | Nominada  | [ 22 ] |